# Cung điện Potocki ở Krzeszowice
Cung điện Potocki ở Krzeszowice (tiếng Ba Lan: Pałac Potockich w Krzeszowicach) là một cung điện lâu đời có từ thế kỷ 19, nằm ở thị trấn Krzeszowice, Ba Lan. Công trình kiến trúc này có tên trong danh sách di tích.

## Lịch sử
Vào năm 1819, Artur Potocki yêu cầu hai kiến trúc sư người Pháp là Charles Percier và Pierre François Louis Fontaine thực hiện kế hoạch xây dựng. Tuy nhiên, vì kinh phí thực hiện quá cao, vượt quá khả năng tài chính nên Artur Potocki đã bàn giao dự án cho kiến trúc sư người Đức Karl Schinkel. Không may, ông đã qua đời trước khi xây dựng cung điện. Sau đó, con trai ông Adam Józef Potocki tiến hành xây dựng cung điện dựa theo thiết kế của kiến trúc sư người Ba Lan gốc Ý Franciszek Maria Lanci.
Cung điện được xây dựng trong giai đoạn 1850-1857. Vào ngày 20 tháng 9 năm 1860, Linh mục Antoni Rozwadowski thánh hiến cung điện này.

## Kiến trúc
Cung điện Potocki ở Krzeszowice là một dinh thự nhỏ, theo phong cách thời Phục hưng Ý, bao gồm một tòa nhà chính hai tầng, bốn tòa tháp ở các góc, và các gian nhà phụ.